# Eumaeus giganteus
Eumaeus giganteus är en fjärilsart som beskrevs av Johannes Karl Max Röber 1927. Eumaeus giganteus ingår i släktet Eumaeus och familjen juvelvingar. Inga underarter finns listade i Catalogue of Life.